# Murat Günak
Murat Günak (* 9. August 1957 in Istanbul, Türkei) ist ein deutsch-türkischer Designer. Von 2004 bis Januar 2007 war er Leiter der Volkswagen-Designabteilung. Heute widmet er sich dem Thema Elektromobilität und ist Leiter der Designabteilung des türkischen Automobilherstellers Togg.

## Leben und Wirken

### Herkunft und Ausbildung
Murat Günak wuchs als Sohn eines Facharztes zunächst in der Türkei auf und kam im Alter von acht Jahren nach Deutschland. Er besuchte die Gymnasien in Hückelhoven und Warburg. Anschließend studierte er Design an der Kunsthochschule Kassel und erwarb den „Master of Automotive Design“ am Londoner Royal College of Art.

### Frühe berufliche Laufbahn
Bald nach dem Ende seiner Ausbildung avancierte Günak zu einem der gefragtesten Automobildesigner Deutschlands. Seinen Durchbruch als bekannte Größe im Autodesign schaffte er mit der Zeichnung der ersten Mercedes-C-Klasse (W202) als Nachfolger des 190er-Modells (W201). Er zeichnete beispielsweise auch die runden Scheinwerfer, die ab 1995 in viele Mercedes-Modellreihen eingebaut wurden. Des Weiteren war er unter anderem für den ersten Mercedes SLK und an der Gestaltung der Maybach 57 und 62-Modelle mitverantwortlich beteiligt. Auch an der Gestaltung der Modelle SLR und CLS hatte er maßgeblichen Anteil.
Für Peugeot entwarf er die Modelle Peugeot 206 CC, Peugeot 307 und Peugeot 607.

### Leiter der Designabteilung bei Volkswagen
2004 wurde er Leiter der Designabteilung der Volkswagen AG. Sein Ziel bei VW war, das Design der Stammmarke Volkswagen zu „emotionalisieren“. Dazu führte er unter anderem den großflächigen Chromschmuck an Kühlergrill und Frontstoßstange einiger Modelle ein, auch die modellübergreifend verwendeten, runden LED-Heckleuchten gehörten dazu. Er hatte maßgeblichen Anteil an der auf zahlreichen Automessen als VW Iroc präsentierten Studie eines Nachfolgemodells für den VW Scirocco und war federführend im Design des VW Golf V, des VW Eos und des VW Tiguan. Ferner unterzog er die VW Modelle Touareg und Touran einem Facelift. Auch für die Konzernableger Škoda und Bentley wurde er tätig. Im Rahmen des Umbaus der Konzernführung bei VW folgte ihm im Januar 2007 der frühere Chefdesigner von Alfa Romeo, Audi mit Lamborghini sowie Seat, Walter de Silva, der zuvor unter der Regie von Günak gearbeitet hatte. Die unter Günak bereits fertiggestellten Entwürfe für die ab 2008 gekommenen Modelle Golf VI, Passat und Scirocco wurden unter de Silva teilweise neu gestaltet.

### Elektromobilität
Von Juli 2007 bis 2009 nahm Günak über seine MGMO GmbH in Luzern die Funktion des CEO der Mindset AG auf Mandatsbasis wahr. Die Firma plante, ein kompaktes Hybrid-Auto mit dem Namen „mindset“ auf den Markt zu bringen, brach die Entwicklung infolge finanzieller Probleme 2009 weitgehend ab.
In den Jahren 2010–2013 war Günak als Geschäftsführer der mia electric GmbH für die Entwicklung des Elektroautos mia verantwortlich. 2014 meldete das Unternehmen Konkurs an.
Finanzielle Unterstützung für Günaks Geschäftsidee kam vor allem von Edwin Kohl.
2016 gründete Günak das Unternehmen Onomotion mit Sitz in Berlin zur Herstellung von Transport-Pedelecs.
Seit 2020 berät Günak die Türkische Automobile Joint Venture Group (Togg). Zum 1. April 2021 wurde er zu ihrem Design Leader ernannt.

## Galerie

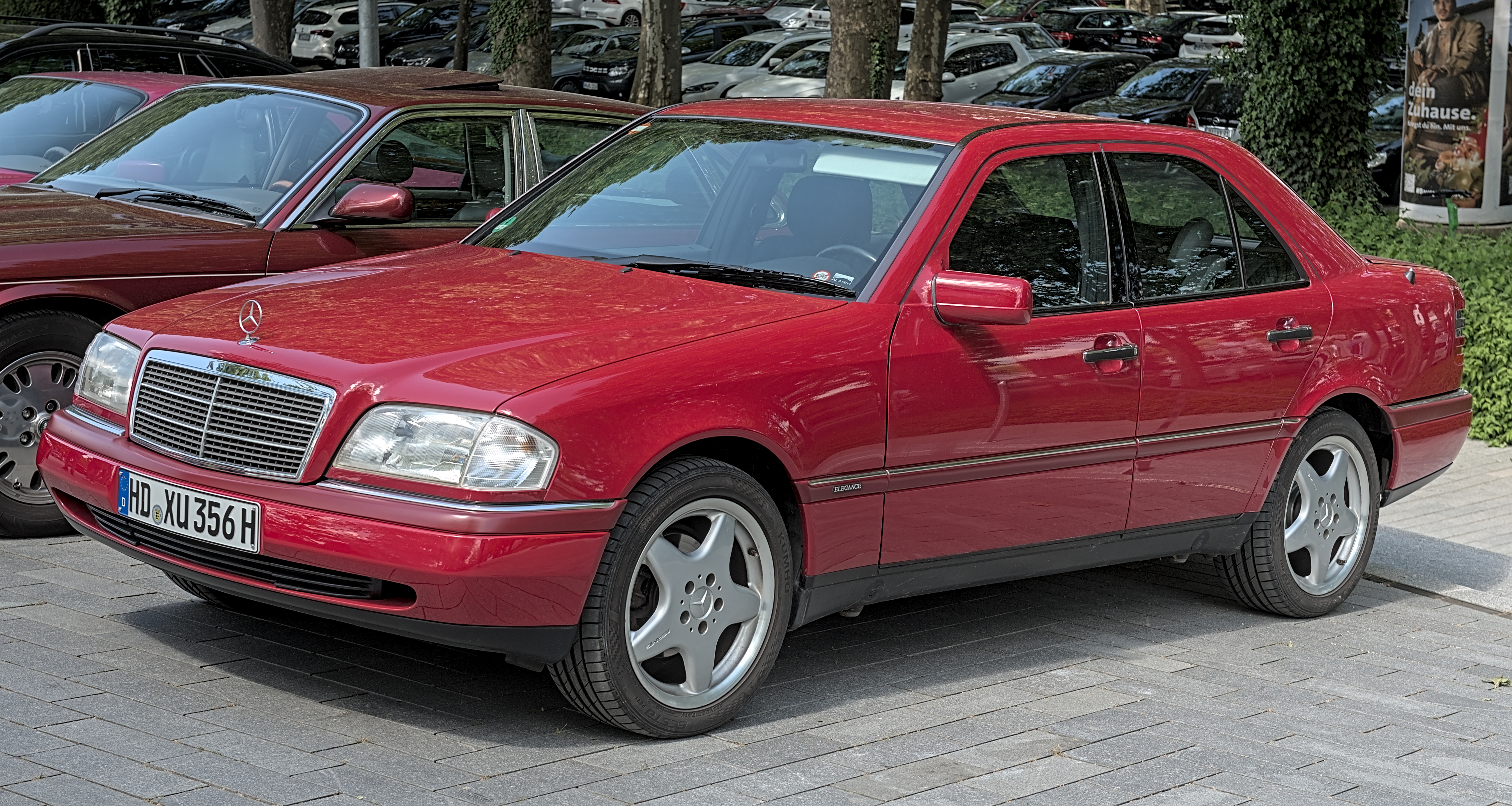
Mercedes-Benz W202
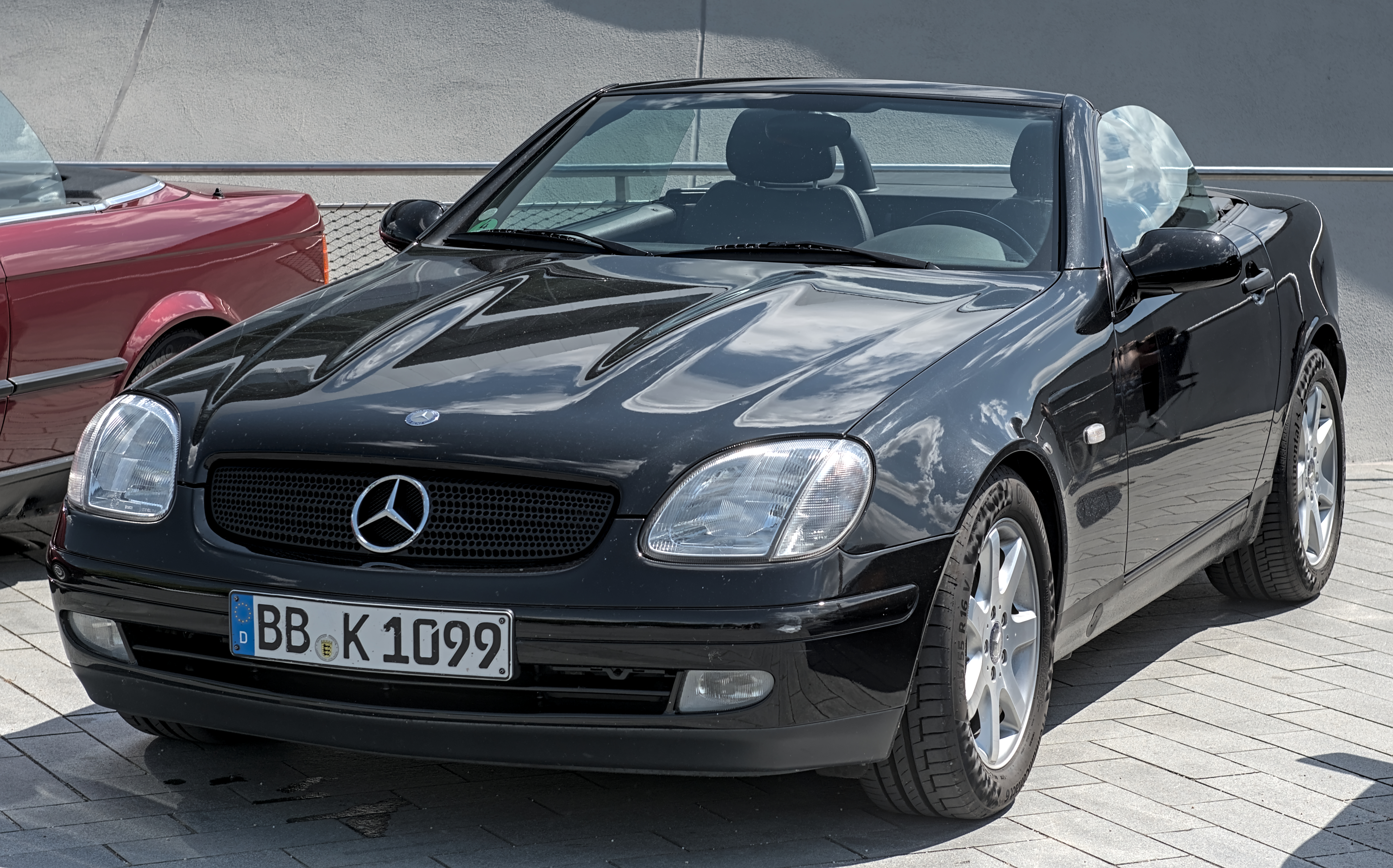
Mercedes-Benz R 170
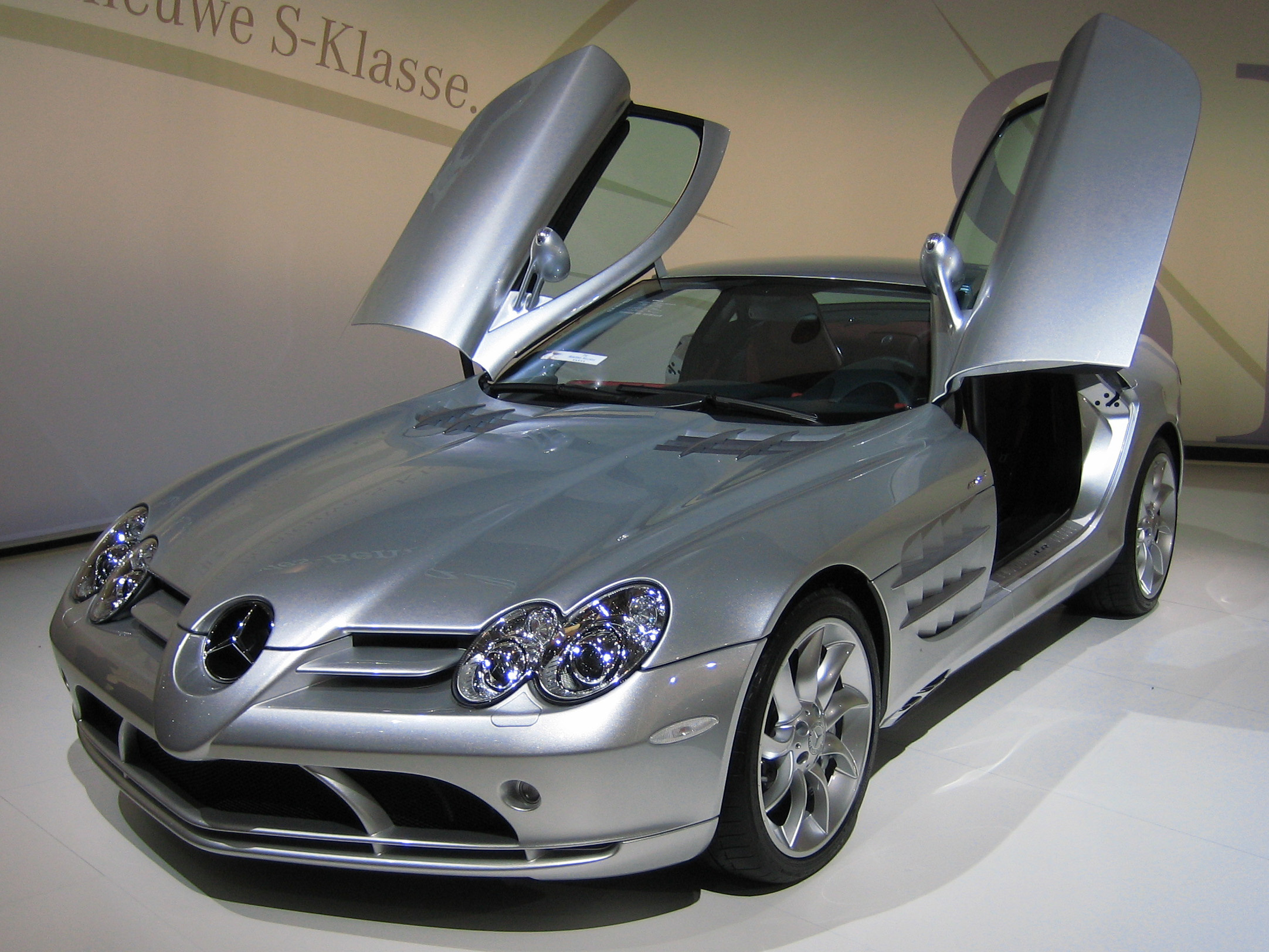
Mercedes-Benz SLR
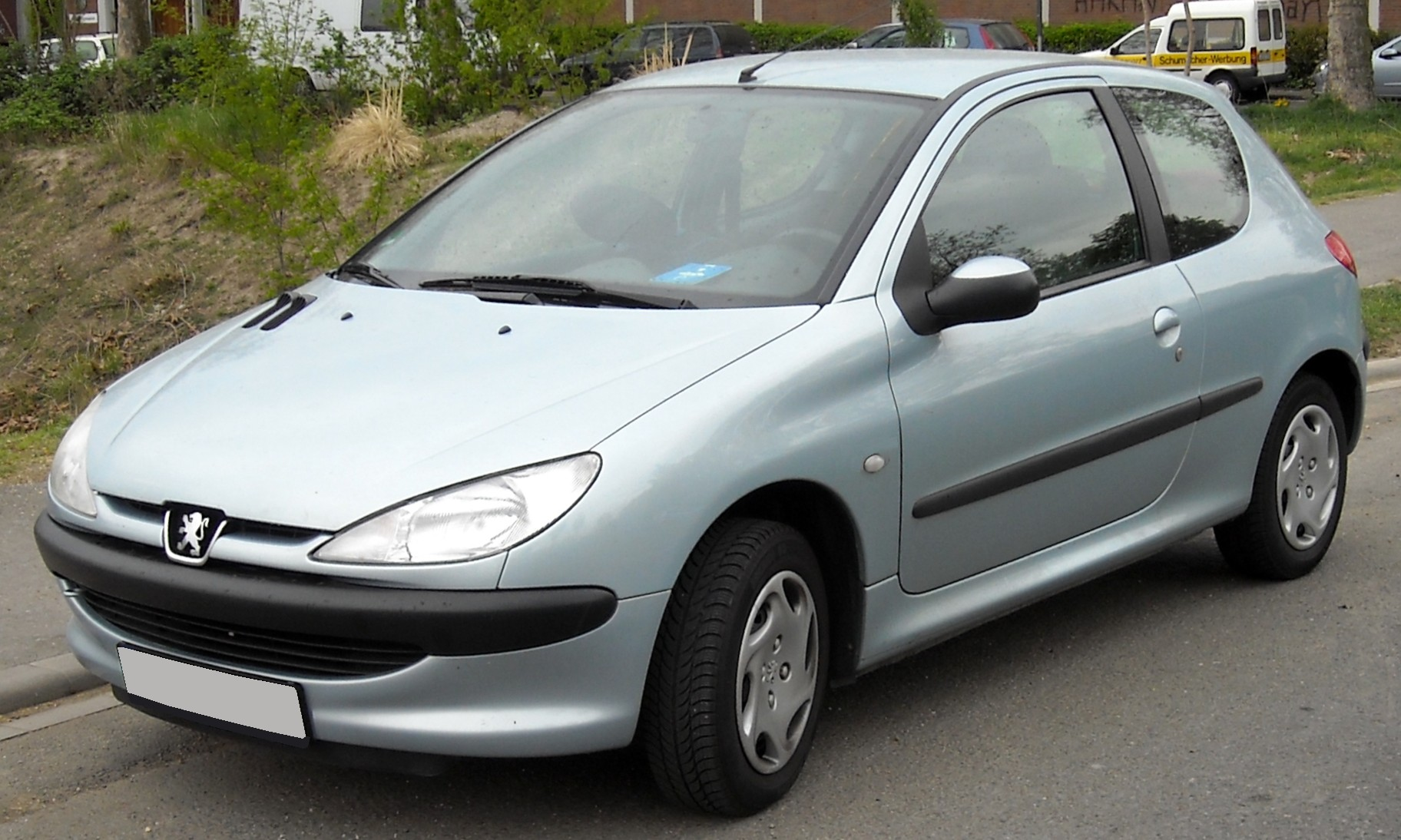
Peugeot 206
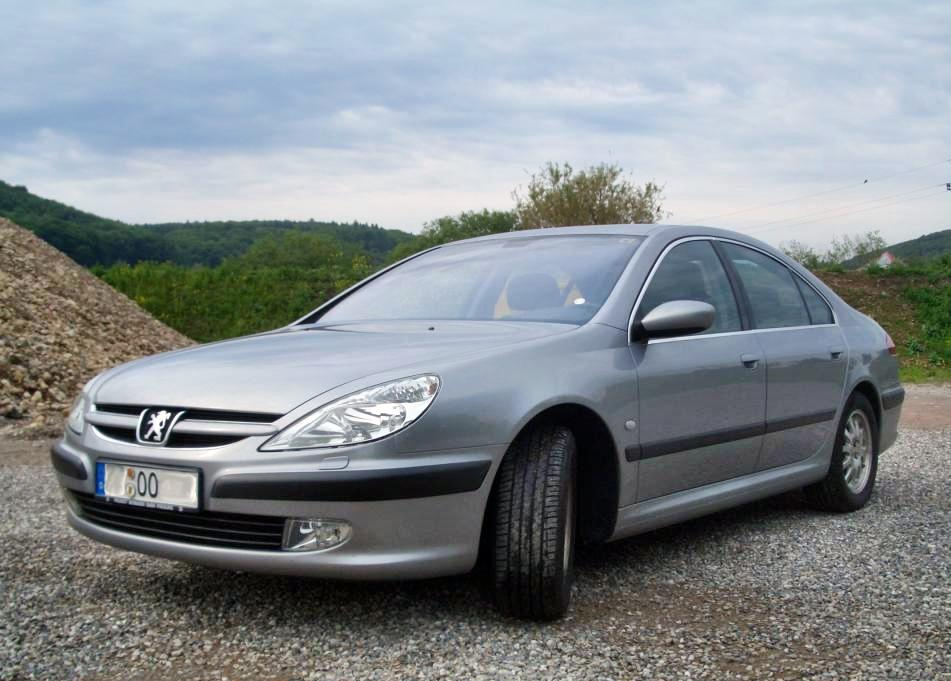
Peugeot 607
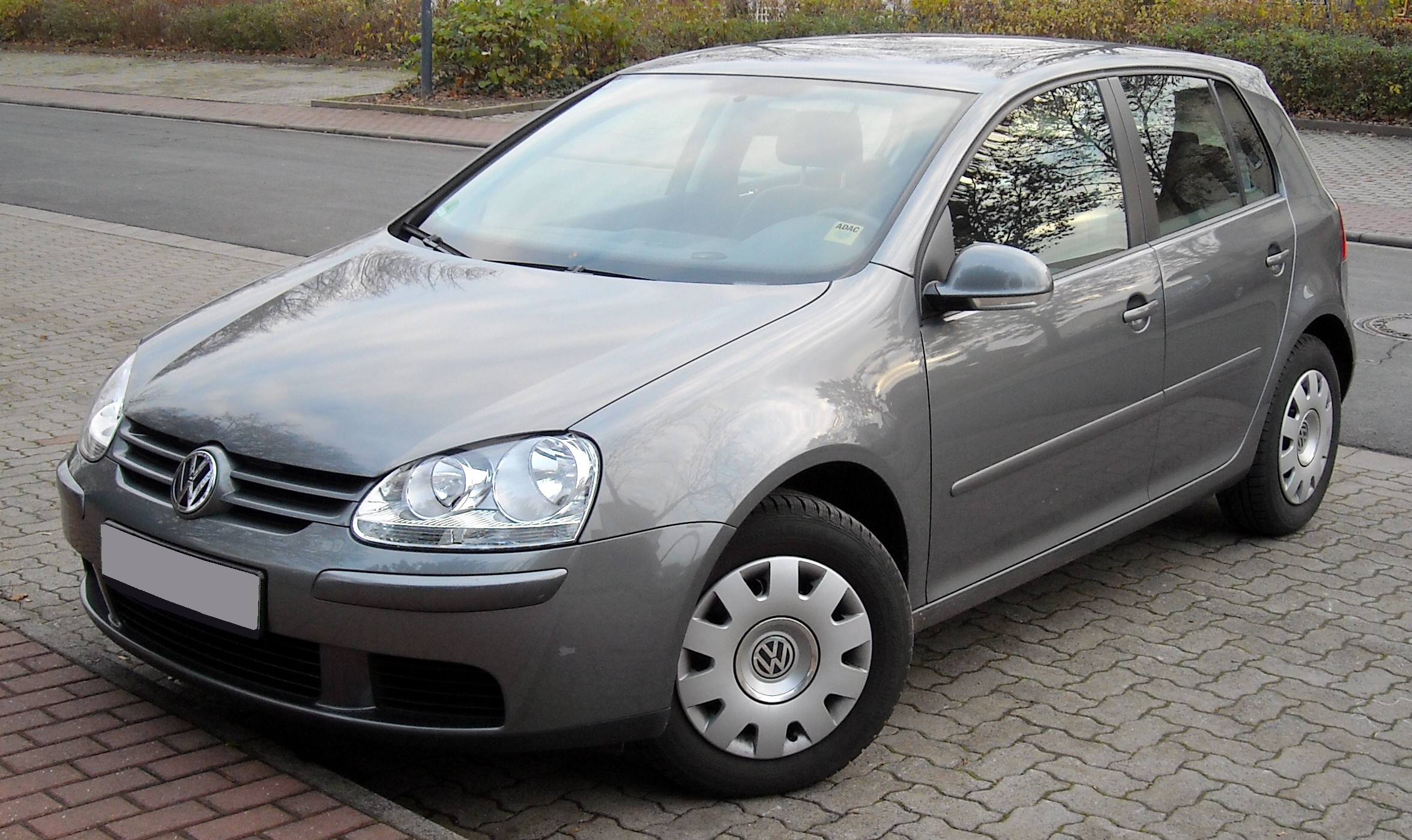
VW Golf V
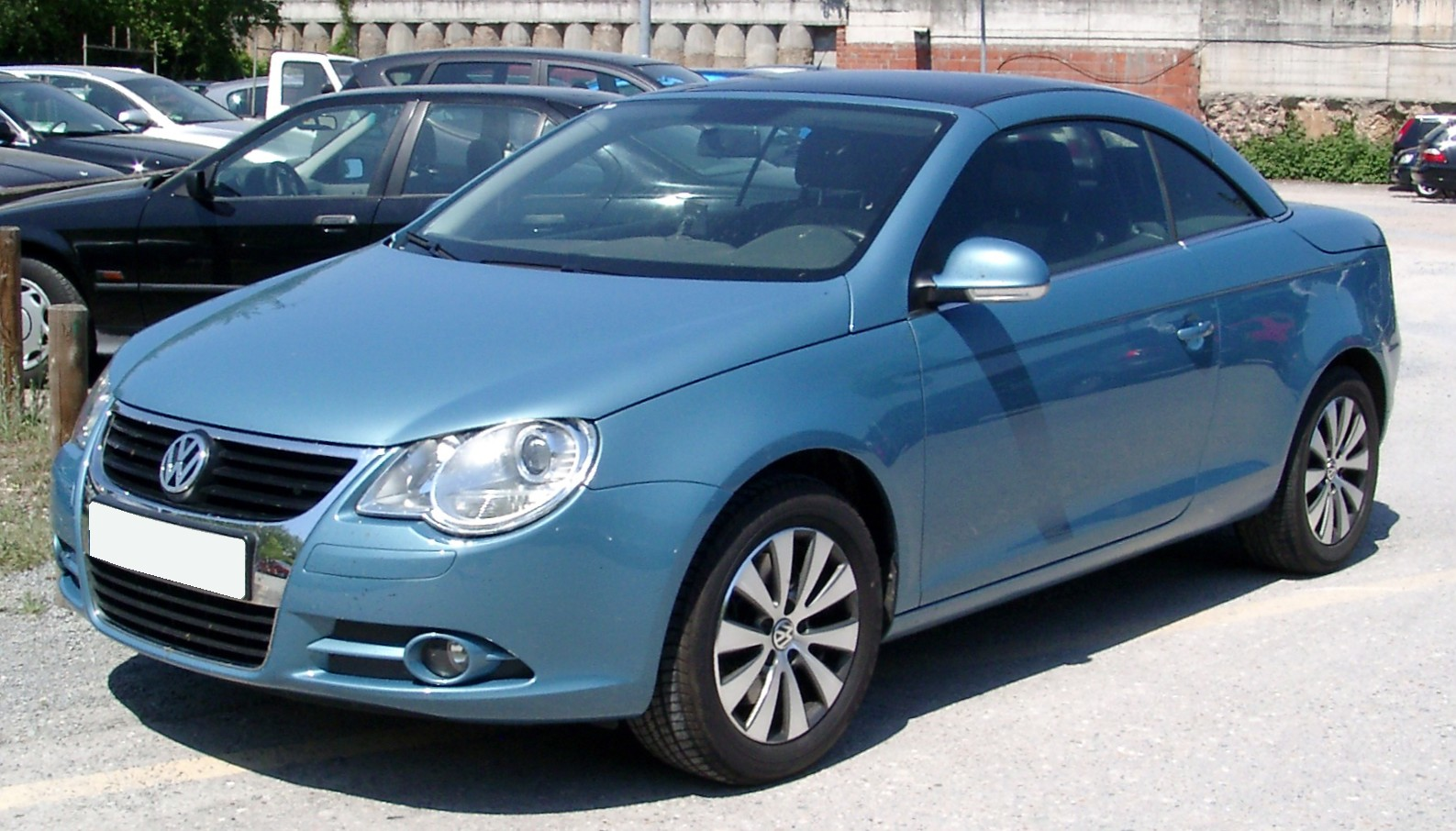
VW Eos
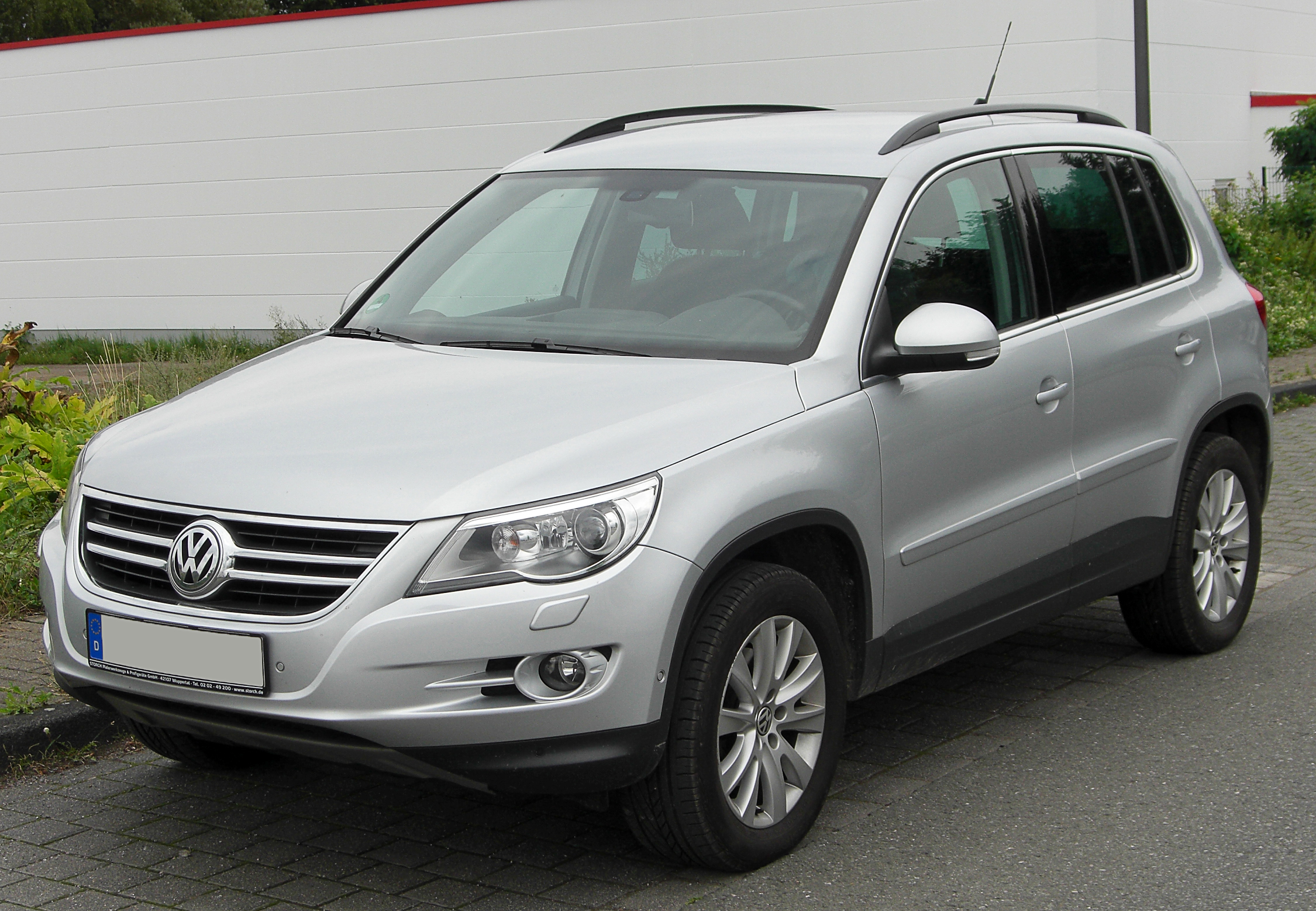
VW Tiguan
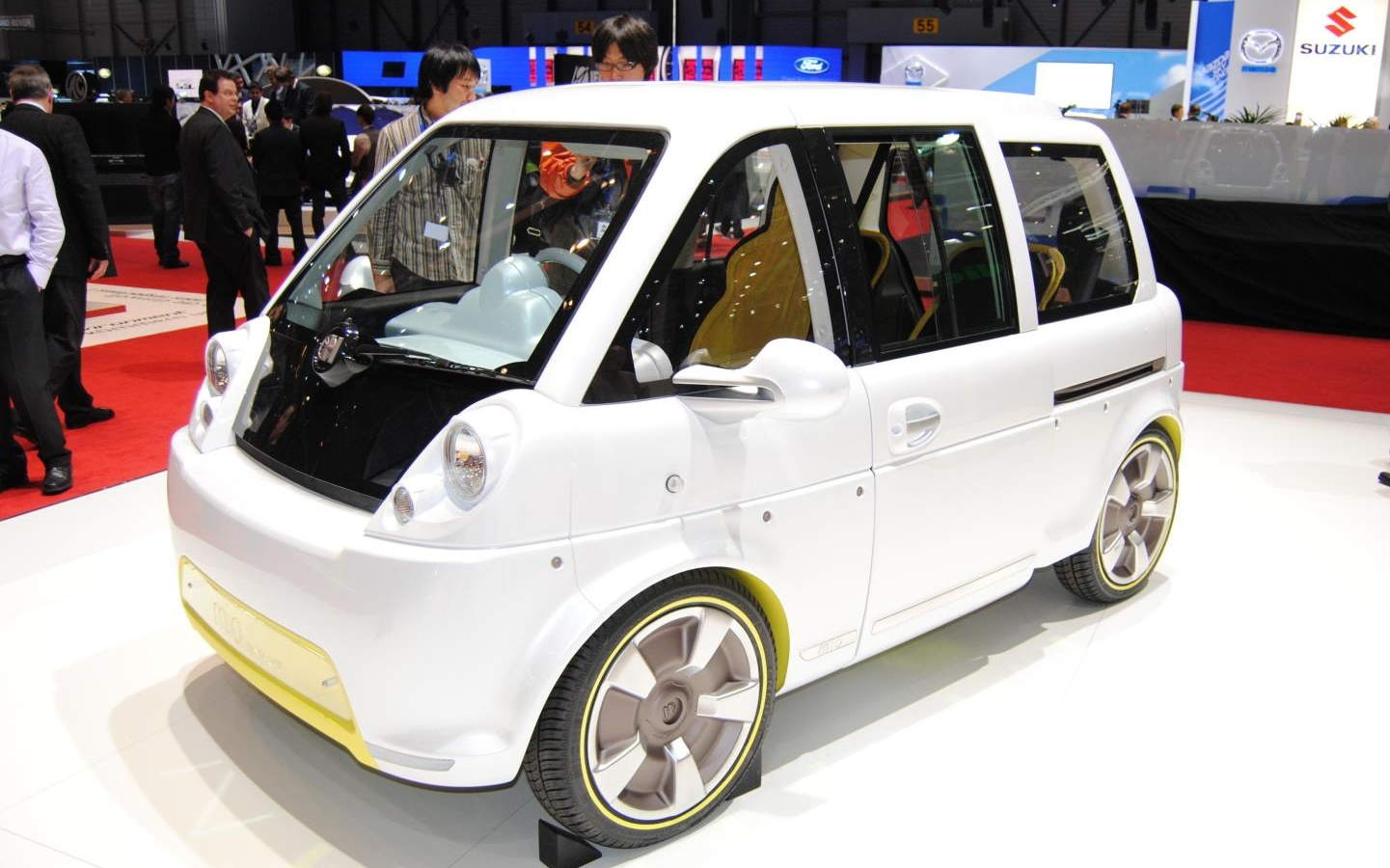
Mia

## Schriftquellen
- Dietmar H. Lamparter: Der Schneider von Wolfsburg. In: Die Zeit. 2003/51, Hamburg 11. Dezember 2003. (zeit.de)
- Josef Hofmann: Der Mann, der VW ein Gesicht gibt. In: Handelsblatt. Düsseldorf, 7. April 2004.  (Seite dauerhaft nicht mehr abrufbar, festgestellt im Januar 2025. Suche in Webarchiven)
- Eva Tasche: Murat Günak, der Aufpolierer. In: Der Stern. 27. September 2004. (stern.de)
- Stefan Anker: Der Unvollendete aus Wolfsburg. In: Die Welt. 10. August 2008. (welt.de)
- Celal Özcan: Kann Murat Günak das Lieferwesen mit dem Ono Bike revolutionieren? In: Hürriyet. Mörfelden-Walldorf, 6. Februar 2019. (hurriyet.de)
- Ernst Ludwig von Aster: Die Verkehrsrevolution – Ein Auto-Designer entwirft neue Formen der Fortbewegung. (Manuskript zur Sendung im WDR), Köln, gesendet am 22. November 2019. (swr.de)